# Miguel Cardoso
Pour les articles homonymes, voir Cardoso.
José Miguel Azevedo Cardoso, connu sous le nom de Miguel Cardoso, né le 28 mai 1972 à Trofa, est un entraîneur portugais de football. Il est l’actuel entraîneur du Mamelodi Sundowns FC en Afrique du Sud.
Il est diplômé en éducation physique et sportive, avec une spécialisation dans le football en 1995 et a conclu une maîtrise en sciences du sport, en 1998, dans la faculté des sciences du sport et de l'éducation physique de l'université de Porto, Portugal.
Miguel Cardoso a travaillé aux côtés des entraîneurs tels que Jorge Costa, Domingos Paciência, Carlos Carvalhal et Paulo Fonseca, avant de devenir entraîneur à Rio Ave. En 2018, il occupe furtivement le poste d'entraîneur du FC Nantes (licencié après huit matchs, faute de résultats). Depuis 2024, il est l’entraîneur des Mamelodi Sundowns, avec qui il a été champion d'Afrique du Sud.

## Biographie
Cardoso a commencé sa carrière d'entraîneur dans les équipes de jeunes du FC Porto tout en suivant l'enseignement de l'éducation physique dans une école près de sa ville natale de Trofa, dans la banlieue de Porto.[réf. nécessaire]
Au cours de ses neuf ans au FC Porto, Cardoso a été entraîneur de presque toutes les équipes de jeunes et a été pendant quatre ans dans l'équipe réserve du club en tant qu'adjoint.

### Carrière d'entraineur
La percée de Cardoso dans les ligues professionnelles est venue lors de la saison 2004-2005 avec le club portugais CF “Os Belenenses” en tant qu'entraîneur adjoint. Les 10 années suivantes en tant qu'adjoint à haut niveau, Miguel Cardoso a gagné en expérience et développé son point de vue sur le coaching et la préparation tout en travaillant au SC Braga, Académica de Coimbra, de nouveau SC Braga, le Sporting CP et le Deportivo La Corogne, en Espagne.
Au SC Braga, Cardoso a aidé le club à atteindre son plus haut niveau sportif avec la 2e place de la Ligue portugaise lors la saison 2009-2010, et comme finaliste de la Ligue Europa la saison suivante, après avoir participé pour la première fois en finale de la Ligue des champions en phase de groupes.[réf. nécessaire]

#### Chakhtar Donetsk (2013-2017)
En avril 2013, Cardoso accepte l'invitation du FC Chakhtar Donetsk pour rejoindre le club afin de prendre le rôle de responsable de la coordination technique des professionnels de l'académie mais également pour être à la tête de l'équipe des moins de 21 ans – ce moment a marqué une nouvelle étape dans la carrière de Cardoso, mais aussi un nouveau moment pour l'académie du club.
Sous la direction de Miguel Cardoso, l'académie du FC Chakhtar Donetsk obtient son premier résultat important en atteignant la finale de l'UEFA Youth League lors de l'édition 2014-2015, battue 3 à 2 par les moins de 19 ans de Chelsea.
Au début de la saison 2016-2017, Cardoso est devenu adjoint au Chakhtar dans l'équipe première sous les ordres de l'entraîneur Paulo Fonseca, l'équipe remportant ainsi le championnat et la coupe d'Ukraine.

#### Rio Ave FC (2017-2018)
Le 12 juin 2017, Cardoso a été nommé pour remplacer Luís Castro à la tête de Rio Ave F. C., dans la Ligue portugaise (Liga NOS).
Cardoso a reçu la récompense d'« entraîneur du mois » en août 2017, trophée donné par la Liga NOS.
Durant la saison 2017-2018, Miguel Cardoso conduit le club du Rio Ave à une 5e place du championnat durant sa première année au rang d'entraîneur dans le football professionnel. Le club n'avait atteint ce classement qu'à une seule reprise dans son l'histoire. L'équipe de Cardoso établit son record de 51 points lors de cette même saison .

#### FC Nantes (2018)
Le 13 juin 2018, il est nommé pour remplacer Claudio Ranieri à la tête du FC Nantes pour une durée de deux ans. Cardoso, qui, en plus de sa langue maternelle portugaise, parle l'anglais, l'espagnol, et le russe qu'il a pratiqué en Ukraine, se voit offrir la possibilité de perfectionner sa maitrise du français qu'il a appris en deuxième langue lors de cursus scolaire.
Après un début poussif en championnat, le président Waldemar Kita critique son entraineur qui ne fait pas évoluer ses recrues. Le 2 octobre 2018, l'entraîneur est démis de ses fonctions, puis remplacé par Vahid Halilhodžić.

#### Celta Vigo (2018-2019)
Le 13 novembre 2018, il est nommé pour remplacer Antonio Mohamed à la tête du Celta Vigo. Il est remercié le 3 mars 2019.
Il est nommé à la tête du club grec de l'AEK Athènes à la fin du mois de mai 2019.

## Palmarès d’entraîneur
ES Tunis
- Championnat de Tunisie (1) : 2024

 Mamelodi Sundowns
- Championnat d’Afrique du Sud (1) : 2025

## Statistiques
| Club        | Début            | Fin            | Résultats | Résultats | Résultats | Résultats | Résultats |
| Club        | Début            | Fin            | M         | V         | N         | D         | V. %      |
| ----------- | ---------------- | -------------- | --------- | --------- | --------- | --------- | --------- |
| Rio Ave FC  | 12 juin 2017     | 13 juin 2018   | 42        | 20        | 7         | 15        | 47,62     |
| FC Nantes   | 13 juin 2018     | 2 octobre 2018 | 8         | 1         | 3         | 4         | 12,50     |
| Celta Vigo  | 13 novembre 2018 | 3 mars 2019    | 15        | 3         | 2         | 10        | 20,00     |
| AEK Athènes | 28 mai 2019      | 25 août 2019   | 4         | 1         | 1         | 2         | 25,00     |
| Rio Ave FC  | 29 janvier 2021  | 27 mai 2021    | 19        | 4         | 6         | 9         | 21,05     |
| Total       | Total            | Total          | 88        | 29        | 19        | 40        | 32,95     |